# Bundesautobahn 205
Bundesautobahn 205 is een toekomstige autosnelweg in het noorden van de Duitse deelstaat Sleeswijk-Holstein. De snelweg zal een omnummering zijn van de B200. Tussen 1968 en 1987 was de snelweg ook al de A205.